# John Modic
John Modic, ameriški literarni zgodovinar in pisatelj slovenskega rodu, * 4. maj 1922, Cleveland, ZDA, † 9. maj 2000, Fort Wayne, Indiana, ZDA.

## Življenjepis
Modic se je rodil staršem slovenskih priseljencev v Ameriki. Leta 1947 je diplomiral iz anglistike na clevelandski univerzi Case Western Reserve, na kateri je 1970 tudi doktoriral. Ameriško književnost je poučeval na raznih ameriških univerzah, nazadnje kot profesor na univezi Prude v Fort Waynu (Indiana).

## Literarno delo
Modic je v književnih revijah objavljal eseje in študije o ameriški književnosti. Napisal je tudi več razprav o L. Adamiču. Kot pisatelj je pisal predvsem črtice v katerih je opisoval doživetja ameriškega vojaka med drugo svetovno vojno in življenje priseljencev. Objavil pa je tudi nekaj krajših prevodov iz slovenske književnosti.